# Боккенау
Боккенау (нім. Bockenau) — громада в Німеччині, розташована в землі Рейнланд-Пфальц. Входить до складу району Бад-Кройцнах. Складова частина об'єднання громад Рюдесгайм.
Площа — 9,66 км2. Населення становить 1216 ос. (станом на 31 грудня 2020).